# Шай Закай
Шай Закай — фотограф, художниця та екологічна активістка, відома своїми роботами, пов'язаними з рекультивацією води.

## Життя
Закай народилася в Тель-Авіві в 1957 році. Навчалася в коледжі Хадасса в Єрусалимі та в Єврейському університеті.

## Робота
Найвідомішим твором мистецтва Закай є Concrete Creek, трирічний проєкт, розпочатий у 1999 році, який задокументував очищення забрудненого бетоном струмка в долині Ела. До складу проєкту входить відео- та фотодокументальний фільм про прибирання, а також скульптура, створена з отриманих відходів.
У 1999 році, щоб заохотити розвиток екологічного мистецтва в Ізраїлі та світі, Закай заснувала Ізраїльський форум екологічного мистецтва.